# Муслимов, Рамазан Романович
Рамазан Романович Муслимов (род. 18 апреля 1995, Харьков) — украинский боксёр. Чемпион Украины.

## Биография
Является воспитанником харьковской спортивной школы «Колос», тренеры — В. О. Даниленко и А. В. Веряскин. В июне 2017 года дебютировал на чемпионате Европы, одержав победу в первом бою над поляком Игорем Якубовским, однако медаль на данном турнире не завоевал. В 2019 году выступал на Европейских играх, однако в первом же бою уступил грузинскому боксёру Николозу Бегадзе. В сентябре 2019 года стал бронзовым призёром чемпионата Украины.

## Достижения
- Чемпионат Украины по боксу 2016 —
- Чемпионат Украины по боксу 2018 —
- Чемпионат Украины по боксу 2019 —